# Догари (Арђеш)
Догари (рум. Dogari) насеље је у Румунији у округу Арђеш у општини Чомађешти. Oпштина се налази на надморској висини од 405 m.

## Становништво
Према подацима из 2002. године у насељу је живело 287 становника, од којих су сви румунске националности.